# Cycas bougainvilleana
Cycas bougainvilleana — вид голонасінних рослин класу саговникоподібні (Cycadopsida).
Етимологія: по центру поширення та розвитку цього виду на о. Бугенвіль.

## Опис
Стебла деревовиді, до 5 м заввишки. Листки яскраво-зелені, дуже блискучі, довжиною 240–270 см. Пилкові шишки веретеновиді, від жовтого до коричневого кольору (бліді). Мегаспорофілові пластинки від яйцюватих до ланцетних, довжиною 70 мм, шириною 35–50 мм. Насіння плоске, яйцевиде; саркотеста помаранчево-коричнева.

## Поширення, екологія
Країни поширення: Папуа Нова Гвінея (архіпелаг Бісмарка, Північні Соломонові острови); Соломонові Острови (Південні Соломонові острови). Цей вид приурочений до прибережних і поблизу прибережних ділянок. Рослини відбуваються на низьких висотах вологого прибережного лісу на стабілізованих вапняних коралових піщаних дюнах і мисах.

## Загрози та охорона
Загрози цьому виду не відомі.